# عمر حمند
عمر حمند (1969 الجزائر) هو لاعب كرة قدم جزائري.

## روابط خارجية
- عمر حمند على موقع قاعدة بيانات كرة القدم.إي يو (الإنجليزية)
- عمر حمند على موقع ناشيونال فوتبول تيمز (الإنجليزية)